# Birth (小森まなみのアルバム)
『Birth』（バース）は、小森まなみの1作目のベストアルバムである。1994年12月16日、スターチャイルドより発売された。

## 解説
- 小森の10周年を記念して製作されたベストアルバム。
- 過去のオリジナルアルバムから小森自身が作詞を手掛けている曲を中心にセレクトされ、更に今作の為に書き下ろされた楽曲も収録。
- 1stアルバム『HERTZ』からは、小森が作詞を手掛けている曲が少ない為選曲されていない。

## 収録曲
1. あなたへ…
  - 作詞：小森まなみ、作曲・編曲：池間史規
  - 企画ミニアルバム『Noël〜君がそばにいれば〜』収録
2. DJ BEAT（Birth Version）
  - 作詞：小森まなみ、作曲：中島文明、編曲：根岸貴幸
  - アルバム『HERTZ III〜DJ BEAT〜』収録
3. ハートのKey Station
  - 作詞：小森まなみ、作曲：辻仁成、編曲：馬飼野康二
  - アルバム『HERTZ II〜ハートのKey Station〜』収録
4. 大好き!
  - 作詞・作曲：小森まなみ、編曲：池間史規
  - 今作の為に書き下ろされた楽曲
5. 魔法のシグナル
  - 作詞：小森まなみ、作曲・編曲：丸尾めぐみ
  - テレビアニメ『魔法のプリンセスミンキーモモ（新）』挿入歌
  - アルバム『ALICE』収録
6. Don't Cry Baby〜天使のチャイム〜（HIROKI RE-MIX Version）
  - 作詞・作曲：小森まなみ、編曲：根岸貴幸
  - アルバム『ALICE』収録
7. 1999・地球（ほし）に願いを…
  - 作詞：小森まなみ、作曲：木根尚登、編曲：根岸貴幸
  - アルバム『HERTZ III〜DJ BEAT〜』収録
8. 君がそばにいれば
  - 作詞：小森まなみ、作曲・編曲：池間史規
  - 矢尾一樹とのデュエット曲
  - 企画ミニアルバム『Noël〜君がそばにいれば〜』収録
9. Believe（Liberty'94）
  - 作詞：小森まなみ、作曲・編曲：池間史規
  - アルバム『ALICE』収録の楽曲のリアレンジバージョン。
10. 10years ago&after〜永遠を追いかけて〜
  - 作詞・作曲：小森まなみ、編曲：根岸貴幸
  - アルバム『HERTZ III〜DJ BEAT〜』収録
11. HERTZ〜電波の天使たち〜（New Version）
  - 作詞：小森まなみ、作曲：池間史規、編曲：根岸貴幸
  - アルバム『HERTZ III〜DJ BEAT〜』収録
12. 君に逢えてボクはボクになる
  - 作詞：小森まなみ、作曲：岡崎律子、編曲：長谷川智樹、コーラスアレンジ：岡崎律子
  - ドラマCD『霞くんの危険な生活』イメージソング、小森のアルバムには初収録。